# Sunshine of Paradise Alley
Sunshine of Paradise Alley è un film del 1926, diretto da Jack Nelson, basato sul lavoro teatrale omonimo di Denman Thompson e George W. Ryer del 1895.

## Trama
Paradise Alley è un gruppo di edifici malmessi dell'East Side di Manhattan (New York), abitati da una popolazione variegata ma sostanzialmente solidale, per quanto non esente da momentanee diatribe che si svolgono sia nella porzione adulta che in quella infantile degli abitanti. Per quanto riguarda i bambini, vi sono tensioni riguardo al fatto di attirare l'attenzione delle ragazzine, e soprattutto c'è il caso di un piccolo dall'aspetto e dall'abbigliamento particolarmente dimessi, soprannominanto appunto "Bum" ("accattone"), che è respinto e fatto oggetto di derisione dai propri coetanei, almeno fino al momento in cui viene accolto a pieno titolo nella compagnia grazie al fatto di essere riuscito a provocare la più grande baruffa della storia del quartiere, il che ha fatto crescere la sua fama alle stelle.
Fra gli adulti, Queenie May, che ha abbandonato il suo lavoro di artista circense per seguire l'amato Chet Hawkins e condividere la sua vita all'interno del pittoresco casamento, è rattristata per l'attitudine spendacciona di lui (che ella sovvenziona con i propri risparmi), e preoccupata per il rapporto di compagno di danze che egli intrattiene con Sunshine O'Day, rapporto che Queenie teme possa svilupparsi in modo tale da allontanarlo da lei. La giovane Sunshine, dal carattere indipendente e fiero, e nello stesso tempo dolce, dotata di sicuro raziocinio, è la vera stella del quartiere, benvoluta da tutti: a lei si rivolgono tutti quanti quando, un giorno, ricevono un avviso di sfratto da parte del proprietario degli edifici, Glen Wotherspoon, ricco banchiere. Al posto del fatiscente insieme di case - vi si leggeva -, che sarebbe stato raso al suolo, sarebbe stata costruita una fabbrica.
Glen decide di visitare la comunità una sera in cui Sunshine aveva organizzato uno spettacolo di beneficenza, al quale partecipavano la funambola Queenie, e lei stessa in un applaudito numero con Chet. Glen fa la conoscenza con Sunshine (e i due si trovano simpatici), che gli fa presente la sua opposizione al progetto. Glen decide di sottomettere la cosa a sua madre, la reale proprietaria. Il giorno dopo Glen va a trovare Sunshine insieme alla mamma, che si dimostra disposta ad abbandonare l'idea della demolizione. Nella stessa occasione Sunshine presenta al banchiere il partner artistico Chet – sempre attenta se mai possa trovare a quest'ultimo un impiego, in modo tale da liberarlo dalla sua penosa dipendenza dalla fidanzata - . Glen dà appuntamento a Chet alla banca, la mattina dopo. Per l'intanto, la signora Wotherspoon, avendo sentito magnificare dal figlio lo spettacolo offerto la sera prima da Sunshine, la ingaggia come intrattenitrice in una festa che avrebbe tenuto nella propria lussuosa dimora qualche giorno dopo.
Chet viene assunto in banca. Qui incontra il suo conoscente George Douglas, consulente finanziario dell'istituto di credito, addetto alle obbligazioni. Appare che Chet e Douglas, in precedenza, avessero condotto qualche illecito ai danni della banca, sottraendone dei bond. Trovandosi ora assieme decidono di tentare il colpo grosso.
Sunshine e Chet, il giorno stabilito, si recano alla festa, accompagnati dal taxista Jerry Sullivan, un altro abitante del luogo. Il rapporto fra Jerry e Sunshine non ha mai raggiunto una vera definizione: Jerry vorrebbe chiaramente far coppia con la ragazza, e Sunshine, dal canto suo, non nega la possibilità, ed è giunta, una volta, a dargli un veloce furtivo bacio. Prima di recarsi al party Chet, tornato dal lavoro e recatosi a casa di Sunshine con la quale ha un appuntamento, le chiede di custodire per lui un pacchetto contenente importanti documenti che avrebbe dovuto consegnare in banca il giorno dopo.
Alla festa di Glen Wotherspoon e di sua madre è presente, oltre a Sunshine e Chet, anche Douglas. Costui, attratto dall'avvenenza di Sunshine, ha trovato uno stratagemma per attirarla nel proprio appartamento, nel quale ella - insieme all'accondiscendente fidanzata di lui, Gladys - viene condotta da Chet, mentre Douglas lascia la festa più tardi, e viene accompagnato a casa proprio da Jerry in qualità di taxista.
Douglas si è lasciato cadere, all'interno dell'auto, un biglietto di Chet a lui indirizzato – che Jerry in seguito trova e legge -, in cui gli spiegava che avrebbe dovuto recuperare i bond a casa di Sunshine, e che glieli avrebbe portati quella notte, aspettandosi il lauto compenso.
Un agente di polizia avverte telefonicamente Glen di avere individuato in Chet il ladro dei bond, e che altri uomini delle forze dell'ordine lo stanno rintracciando; si tratta ora di scoprire chi sia stato il suo complice.
Chet si reca quindi a casa degli O'Day, rovista in giro, e, non trovando il pacchetto contenente le obbligazioni, comincia a maltrattare duramente il padre di Sunshine, che peraltro non sa nulla. Arriva Jerry, si fa dire da Chet dove si trovi Sunshine, e, mentre i due lottano giungono anche alcuni poliziotti in borghese, decisi per lo meno a fermare tutti quelli che si trovano nell'appartamento. Jerry, riesce a fuggire; anche Chet, braccato, tenta la fuga uscendo dalla finestra ma cade e precipita al suolo, morendo. Queenie piange la dipartita dell'amato e adotta Bum, tornando al circo.
Douglas, a casa, aveva fatto in modo di trovarsi a tu per tu con Sunshine, e, chiusala dentro con sé, stava cercando di usarle violenza. Arriva Jerry, e salva la ragazza. Giunti a casa di lei finiscono tutti ammanettati. Arriva infine l'agente di polizia che aveva telefonato a Glen, spiega ai colleghi l'equivoco (era stato proprio Jerry a dar la dritta alla polizia), e tutti vengono liberati. Douglas è stato assicurato alla giustizia. Sunshine trae dall'ingegnoso nascondiglio ciò che credeva essere i risparmi di Chet. Sono i bond sottratti, che vengono restituiti a Glen, che nel frattempo è sopraggiunto.
Sunshine infine chiede all'avvenente banchiere se il progetto di demolire Paradise Alley è stato finalmente abortito. Glen gli risponde di no: il casamento verrà abbattuto di lì a poco. Prima che Sunshine le fracassi un vaso in testa, Glen fa a tempo a dire che, al posto della fabbrica verranno costruiti nuovi appartamenti residenziali dotati di ogni comfort, destinati agli abitanti di Paradise Alley.
Glen esce di scena. Il rapporto fra Sunshine e Jerry finalmente si definisce, e i due si baciano.

## Produzione
La pellicola, per l'uscita americana, constava di 7 rulli per una lunghezza complessiva di 2090 metri.

## Distribuzione
Il film, distribuito dalla Chadwick Pictures, è uscito nelle sale cinematografiche statunitensi il 15 dicembre 1926; nel Regno unito il film è uscito l'8 febbraio 1928, distribuito dalla Butcher's Film Service.

## Accoglienza
Il redattore di Variety, il 12 gennaio 1927, così si esprime: "Mentre la storia non dice nulla di nuovo, il film è pieno di collaudate gag, con qualche nuova emozione. (…) Kenneth McDonald fornisce parte della sorpresa quando abbatte una porta a mani nude (…) Gayne Whitman sta bene nei panni del fine facoltoso banchiere che vuole radere al suolo Paradise Alley per costruirvi una fabbrica. (…) Max Davidson nella parte di Solomon Levy immette il giusto tocco di umorismo e J. Parks Jones, l'assistente del cattivo, se la cava egregiamente nel ruolo del ladro pieno di sotterfugi."
Sul Film Daily del 16 gennaio 1927 leggiamo: "Un tipo di trama con la quale siamo familiari, che tuttavia va forte al botteghino. (…) Barbara Bedford dà una buona prestazione. Il regista Jack Nelson non ha cercato di ricoprire la storia con vestiti nuovi, ed è giusto così; si limita ad inserirvi gli appositi ben noti numeri di repertorio."